# Gihembo
Gihembo är ett vattendrag i Burundi.   Det ligger i provinsen Kirundo, i den norra delen av landet, 120 kilometer nordost om huvudstaden Bujumbura. Gihembo ligger vid sjön Lac Narungazi.
Omgivningarna runt Gihembo är en mosaik av jordbruksmark och naturlig växtlighet. Runt Gihembo är det tätbefolkat, med 356 invånare per kvadratkilometer.